# Dahlia's Tear
Dahlia's Tear è un solo-project di Anile.D. nato nel 2005 a Stoccolma.
Il primo album “Harmonious Euphonies Supernatural Traumas Mesmerising Our Existences In Radient Corpuscle Galaxies” esce nel 2005, seguito da “My Rotten Spirit Of Black” nel 2007, “Under Seven Skies” nel 2007, e “Dreamsphere” nel 2011 da Cold Meat Industry.

## Discografia
| Anno | Album                                                                                              | Formato    |
| ---- | -------------------------------------------------------------------------------------------------- | ---------- |
| 2011 | Dreamsphere                                                                                        | CD Digipak |
| 2007 | Under Seven Skies                                                                                  | CD Digipak |
| 2007 | My Rotten Spirit Of Black                                                                          | CD         |
| 2005 | Harmonious Euphonies Supernatural Traumas Mesmerising Our Existences In Radient Corpuscle Galaxies | CD         |